# Heterolocha catapasta
Heterolocha catapasta là một loài bướm đêm trong họ Geometridae.